# 2015 코파 델 레이 결승전
2015 코파 델 레이 결승전(스페인어: La Final de la Copa del Rey de 2015)은 2015년 5월 30일에 열린 축구 경기로, 스페인의 최고 축구 컵대회인 코파 델 레이의 111번째 결승전으로, 2014-15 시즌 우승자를 가리기 위해 진행되었다.
이 경기는 아틀레틱 빌바오와 바르셀로나 간의 경기로 후자의 안방 구장인 캄 노우에서 격돌했다. 바르셀로나는 이 경기에서 3-1로 승리하여 3년 만이자 통산 27번째 우승을 거두며 역대 최다 우승 기록을 새로 썼다. 바르셀로나는 리오넬 메시와 네이마르의 연속골에 힘입어 전반전을 2-0으로 마쳤다. 비록 아틀레틱이 이냐키 윌리암스의 득점으로 한 골 차이로 따라붙었지만, 메시가 또다시 막판에 추가 득점을 올려 승부에 쐐기를 박았고, 이에 힘입어 경기 최우수 선수로 선정되었다. 이 대회 우승을 거둔 바르셀로나는 1주 후에 챔피언스리그 결승전에서도 승리를 쟁취해 구단 역사상 2번째 3관왕을 달성했다.
메시는 첫 골을 득점하는 과정에 다수의 상대를 제쳐 득점을 올렸는데, 이 골은 2015년 FIFA 푸스카스상 2위에 올랐다. 네이마르는 경기 막판에 과시적인 태도로 비판의 대상이 되었는데, 루이스 엔리케 바르셀로나 감독은 브라질 공격수가 문화적 차이로 인한 행동이었다고 옹호했다. 스페인 정부는 보안 침입을 범해 분리주의자가 경기 도중에 시위를 할 수 있도록 만든 데에 양 구단과 스페인 왕립 축구 연맹에 과태료를 부과했다. 바르셀로나가 이미 라 리가도 우승했기 때문에 아틀레틱은 자동으로 컵대회 우승 자격으로 수페르코파 데 에스파냐 참가 자격을 얻었다.

## 구장 선정
준결승 2차전을 앞두고, 바르셀로나 이사진은 스페인의 캄 노우에 버금가는 규모의 관중을 수용할 수 있는 경기장이자, 자신들의 숙적인 레알 마드리드의 안방 산티아고 베르나베우에서 결승전을 치를 것을 요청했다. 동시에 바르셀로나에 연고를 둔 라 반구아르디아지는 앙헬 마리아 비야르 스페인 왕립 축구 연맹(RFEF) 회장이 빌바오의 산 마메스에서 열리기를 바란다는 기사를 게재했다. 축구 연맹 회장의 희망대로라면 아틀레틱 빌바오가 안방의 이점을 안을 수 있지만, 준결승전인 빌바오 원정에서 선수단 버스가 훼손되었던 에스파뇰이 항의할 가능성도 있었다.
3월 25일, 스페인 왕립 축구 연맹은 결승전 장소를 바르셀로나의 캄 노우로 확정지었다. 레알 마드리드는 안방에서의 결승전 개최를 거부했고, 캄 노우는 RFEF 회의에서 산 마메스와 세비야의 산체스 피스후안, 그리고 조기에 후보에서 탈락한 발렌시아의 메스타야를 제치고 선정되었다.

## 배경

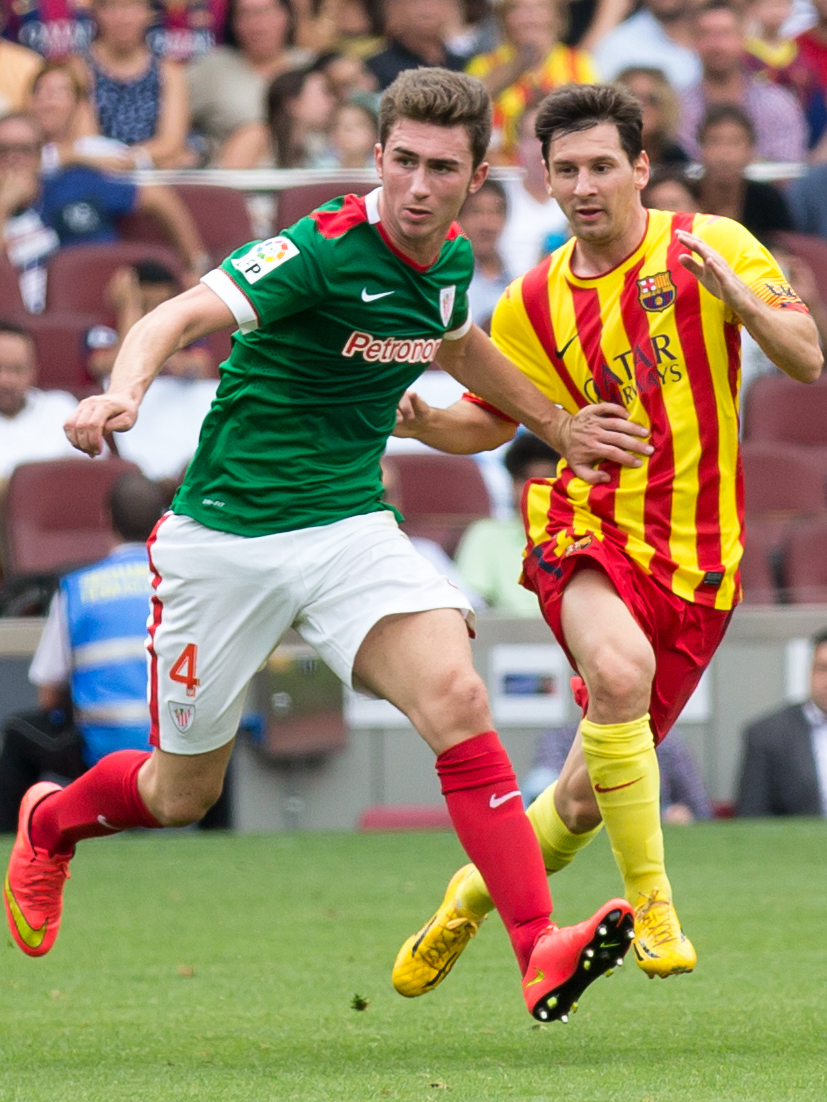
2014년 9월 13일 리그 경기에서 경합하는 아틀레틱의 에므리크 라포르트와 바르셀로나의 리오넬 메시

바르셀로나는 이 대회 전까지 36번의 코파 델 레이 결승전에 출전했는데, 레알 마드리드만이 39회 결승전 진출로 바르셀로나보다 많이 대회 결승전에 진출했다. 그러나 바르셀로나는 역대 최다인 26번의 대회 우승 기록을 세웠다. 바르셀로나가 가장 최근에 결승까지 올라간 대회는 작년 대회로, 발렌시아의 메스타야에서 레알 마드리드에 1-2로 패하였다. 가장 최근에 우승한 대회는 2012년 대회로 아틀레틱 빌바오를 마드리드의 비센테 칼데론에서 3-0으로 이기고 정상에 올랐다. 바르셀로나가 안방에서 우승한 가장 최근 대회는 1963년 대회이다. 가장 최근에 안방에서 대회 결승전을 치른 구단은 레알 마드리드로 2013년에 아틀레티코 마드리드에 패했고, 앞서 2002년에도 산티아고 베르나베우 안방에서 데포르티보에게 패했다.
한편 아틀레틱 빌바오는 총 35번의 결승전에 진출해 23번의 우승을 거두었는데, 이는 바르셀로나에 이어 역대 최다 우승 2위의 기록이다. 아틀레틱이 가장 최근에 결승전에 오른 대회는 2012년 대회이며 가장 최근에 거둔 대회 우승은 1984년 대회로 바르셀로나를 베르나베우에서 1-0으로 이겼다.
바르셀로나와 아틀레틱 빌바오는 결승전에서 통산 7번의 맞대결을 펼쳤다. 바르셀로나는 1920년, 1942년, 1953년, 2009년, 그리고 2012년 대회에서 승리를 가져갔고; 아틀레틱 빌바오는 1932년과 1984년 대회에서 이겼다.
두 구단은 같은 시즌에 라 리가에서도 두 차례 맞붙었다. 첫 맞대결은 2014년 9월 13일 캄 노우에서였는데, 바르셀로나가 네이마르의 막판 11분에 기록한 두 골에 힘입어 2-0으로 이겼다. 2015년 2월 8일, 아틀레틱 빌바오의 산 마메스에서 열린 경기에서도 바르셀로나가 5-2로 이겼다. 바르셀로나는 리오넬 메시와 루이스 수아레스의 골로 전반을 2-0으로 앞서나갔다. 59분과 66분 사이에 양 측은 4골을 주고받았다: 미켈 리코가 아틀레틱의 만회골을 기록했지만, 동료 오스카르 데 마르코스가 통한의 자책골을 기록했고, 네이마르가 바르셀로나의 4번째 골을 기록했고, 아리츠 아두리스도 아틀레틱의 2번째 골을 넣었다. 경기 막판에 샤비에르 에체이타가 퇴장당해 안방측은 수적 열세에 몰렸고, 페드로가 이 기회를 넣지 않고 경기를 마무리짓는 바르셀로나의 5번째 골을 넣었다.
스페인 구단들 간 텔레비전 중계권료를 놓고 실랑이가 일어나면서 결승전 일정에 차질이 생겼는데, 전국의 축구 활동이 2015년 5월 16일까지 중단되기도 했다. 그러나, 대회의 인위적 중단을 이틀 남기고, 이 행동을 스페인 대법원이 위헌 판결을 내리면서 시즌을 속개되었다.

## 결승전까지의 경기
| 아틀레틱 빌바오 | 아틀레틱 빌바오 | 아틀레틱 빌바오    | 단계     | 바르셀로나          | 바르셀로나 | 바르셀로나         |
| --------------- | --------------- | ------------------ | -------- | ------------------- | ---------- | ------------------ |
| 상대            | 결과            | 상세 결과          |          | 상대                | 결과       | 상세 결과          |
| 알코야노        | 2–1             | 1–1 원정; 1–0 안방 | 32강전   | 우에스카            | 12–1       | 4–0 원정; 8–1 안방 |
| 셀타 비고       | 4–4             | 4–2 원정; 0–2 안방 | 16강전   | 엘체                | 9–0        | 5–0 안방; 4–0 원정 |
| 말라가          | 1–0             | 0–0 원정; 1–0 안방 | 8강전    | 아틀레티코 마드리드 | 4–2        | 1–0 안방; 3–2 원정 |
| 에스파뇰        | 3–1             | 1–1 안방; 2–0 원정 | 준결승전 | 비야레알            | 6–2        | 3–1 안방; 3–1 원정 |

### 아틀레틱 빌바오

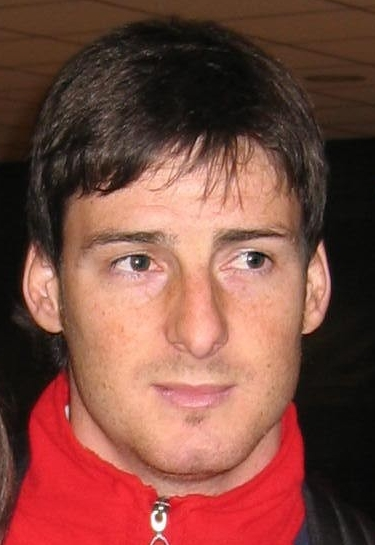
아리츠 아두리스는 5골을 득점해 아틀레틱 빌바오의 결승행에 힘을 보탰다

라 리가 소속인 아틀레틱 빌바오는 32강전에 첫 경기를 치렀는데, 상대는 세군다 디비시온 B의 알코야노였다. 2014년 12월 2일에 엘 코야오 원정 경기에서 프란시스에게 선제골을 헌납한 후 추가 시간에 보르하 비게라의 동점골 덕에 1-1로 비겼다. 산 마메스에서 벌어진 16일 뒤의 2차전 경기에서 비게라가 전반전 결승골로 승리를 쟁취했다.
16강전에서는 또다른 1부 리그 구단인 셀타 비고를 상대해 2015년 1월 6일에 갈리시아 연고 구단을 발라이도스 원정에서 4-2로 이겼다. 수비수 미켈 산 호세가 선제골을 머리로 밀어넣었지만, 알렉스 로페스에게 6분 만에 동점골을 허락해 승부가 원점으로 돌아갔다. 아리츠 아두리스가 1-1이 되고 4분 만에 다시 앞서나가는 골을 넣었다. 후반전에스 샤를리스에게 실점하여 2-2 다시 동점이 되었지만, 마르켈 수사에타의 골과 아두리스의 페널티 골로 아틀레틱이 승리했다. 비록 셀타와의 2차전에서 샤비에르 에체이타의 자책골과 파비안 오레야나의 추가골로 0-2로 패했지만, 아틀레틱은 원정 다득점 원칙에 따라 8강으로 전진했다.
아틀레틱은 2015년 1월 21일에 말라가를 상대로 8강전을 치렀는데, 라 로살레다 원정에서 득점 없이 비겼으나, 8일 뒤 벌어진 2차전에서 아두리스가 후반 시작 3분 만에 결승골을 넣어 준결승전 진출에 성공했다. 에스파뇰과의 준결승 1차전은 1-1 무승부였는데, 아두리스가 선제골로 34번째 생일 자축을 했으나 빅토르 산체스가 35분에 동점골을 넣으면서 빛이 바랬다. 3월 4일, 아틀레틱은 코르네야-엘 프라트 원정 경기에서 2-0으로 이겨 결승 진출에 성공했는데, 전반전에 아두리스와 에체이타가 두 골을 나란히 터뜨렸다.

### 바르셀로나

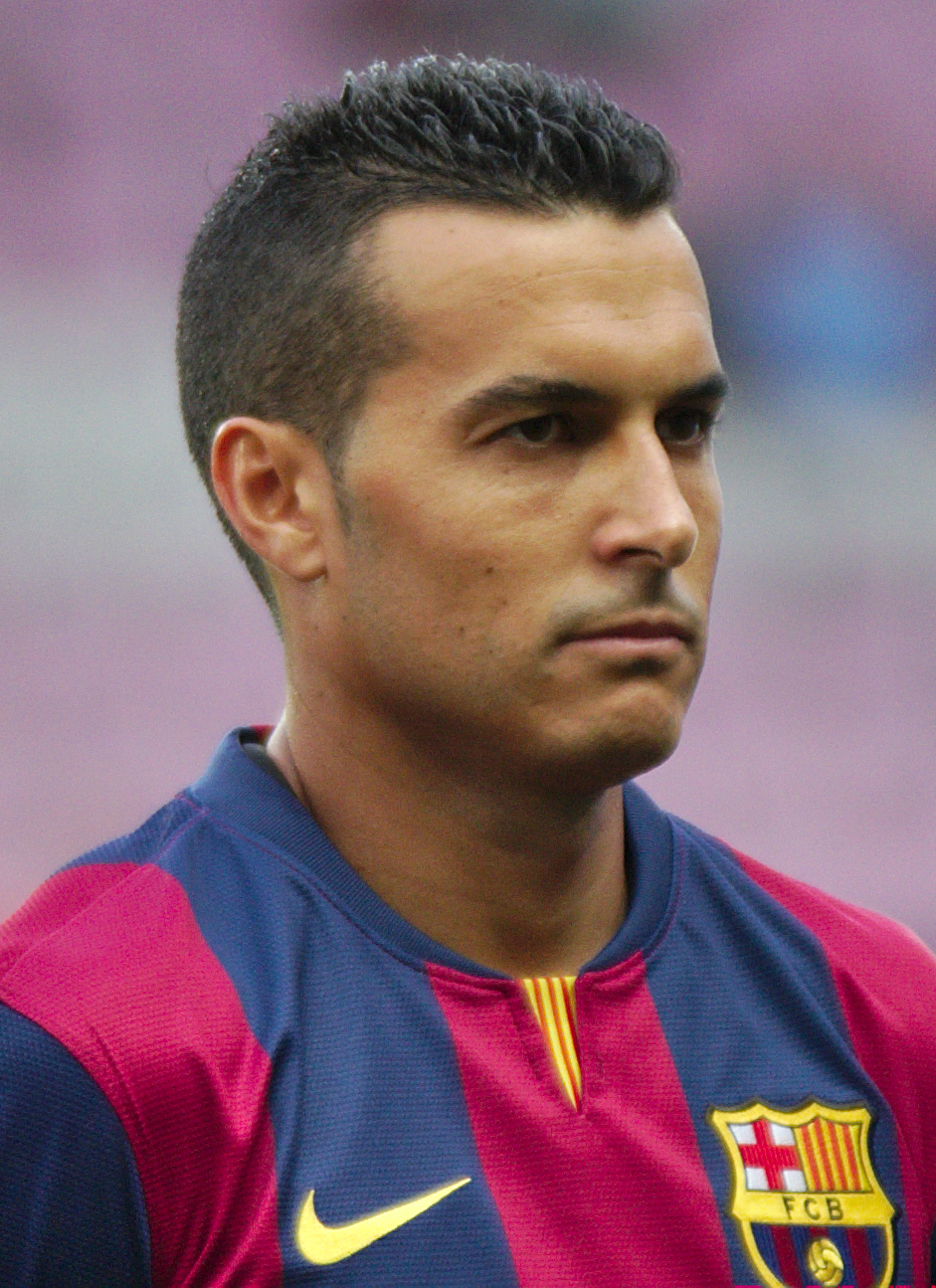
페드로는 우에스카와의 경기에서 해트트릭을 기록해 바르셀로나의 8-1 대승을 견인했다.

바르셀로나도 라 리가 구단임에 따라 32강부터 출발했고, 첫 상대는 세군다 디비시온 B의 우에스카였다. 첫 경기는 2014년 12월 3일에 아라곤 지역의 엘 알코라스에서 열렸고, 이반 라키티치, 안드레스 이니에스타, 페드로, 그리고 하피냐가 잇달아 득점해 4-0으로 크게 이겼다. 크게 유리한 상황에서 2차전을 맞이한 바르셀로나는 주축 선수들을 쉬게 하였고, 이 와중에서 8-1로 이겨 합계 12-1로 손쉽게 16강전에 올라갔다. 페드로는 해트트릭을 완성했고, 세르지 로베르토와 이니에스타도 골을 넣어 전반전을 5-0으로 마쳤다. 아드리아누와 교체되어 들어간 아다마 트라오레, 그리고 산드로 라미레스가 후반전에 총 2골을 추가했다. 카를로스 데이비드는 적지에서 막판 원정골을 넣어 영패만은 면할 수 있었다.
바르셀로나의 16강전 상대는 또다른 1부 리그 구단인 엘체였지만, 이 경기도 90으로 이겼다. 1차전은 캄 노우 안방 경기로 2015년 1월 8일에 열렸고, 네이마르의 2골, 리오넬 메시의 페널티 골을 기록했으며, 루이스 수아레스와 조르디 알바가 공격을 지원했다. 1주 후에 마르티네스 발레로에서 벌어진 2차전에서 바르셀로나는 발렌시아 연고 구단을 4-0으로 완파했는데, 수비수 제레미 마티외가 프리킥으로 선제골을 기록했고, 로베르토의 장거리 추가골에 이어 페드로의 페널티 골과 아드리아누의 추가시간 득점을 엮어 대승으로 경기를 끝냈다.
2015년 1월 21일, 바르셀로나는 아틀레티코 마드리드와의 8강 1차전 안방 경기를 치러 1-0 신승을 거두었다. 세르지오 부스케츠가 걸려 넘어지면서 바르셀로나가 막판에 페널티킥을 획득했다. 메시가 주자로 나섰지만, 얀 오블라크 아틀레티코 수문장이 막았고, 튀어나온 공을 메시가 다시 밀어넣었다. 1주 후 비센테 칼데론에서 벌어진 2차전에서 아틀레티코가 1분 만에 페르난도 토레스의 골로 승부를 원점으로 돌렸다. 9분에 네이마르가 다시 앞서나가는 골을 기록했다. 하비에르 마스체라노가 후안프란을 걸려 넘어뜨리자, 라울 가르시아의 페널티 골로 아틀레티코가 앞서나갔지만, 미란다의 자책골과 네이마르의 추가골로 전반전을 마쳐 바르셀로나가 경기를 4-2로 이겼다. 가비 아틀레티코 주장은 심판에 항의하다가 퇴장당했고, 그와 중원을 맡은 마리오 수아레스도 나중에 퇴장당했다.
바르셀로나는 준결승전도 1차전을 안방에서 치렀는데, 비야레알과의 2월 11일 경기에서 3-1로 이겼다. 메시가 전반전에 앞서나가는 골을 기록하며 앞서나갔고, 후반 시작 5분 만에 마누 트리게로스의 장거리 원정골이 나왔지만, 이니에스타가 바르셀로나를 다시 앞서나가게 만드는 골을 기록했고, 제라르드 피케가 네이마르의 페널티 킥 실축에도 불구하고 쐐기골을 넣었다. 바르셀로나는 엘 마드리갈에서 열린 3월 4일의 2차전에서도 같은 점수로 이겼는데, 비야레알이 호나탄 도스 산토스의 동점골에도 불구하고, 네이마르가 2골을 기록했고, 수아레스도 1골을 기록하여 승부를 뒤집기에는 역부족이었다.

## 경기

### 요약
경기는 아틀레틱의 선축으로 시작되었는데, 빌바오가 5분 만에 미켈 리코가 아두리스에게 공을 침투시키면서 기회를 잡았지만, 조르디 알바가 막아 무산되었다. 그로부터 5분 후, 바르셀로나가 마크-안드레 테어 슈테겐 골키퍼로부터 시작되는 역습을 전개했고, 이는 네이마르가 공중에서 골망으로 차넣어 마무리되었으나, 오프사이드로 골이 인정되지 않았다. 얼마 후, 이아고 에레린에 메시가 찬 공을 막았다. 경기 20분, 메시가 경기장 우측에서 공을 잡아 수비수 4명을 제치고 가까운 골대쪽으로 공을 차넣어 골망을 흔들어 선제골을 기록했다. 바르셀로나는 이후에도 득점 기회를 만들어냈는데, 에레린은 이번에 네이마르를 저지했다. 36분, 네이마르는 메시와 라키티치를 거쳐 수아레스가 멀리서 띄운 공을 바르셀로나의 추가골을 기록했다. 전반 종료 직전, 안도니 이라올라가 이냐키 윌리암스에게 공을 띄워주었으나, 윌리암스가 찬 공은 골대를 멀리 벗어났다. 피케와 이라올라는 전반 종료될 무렵에 경고를 한 장씩 받았는데, 각각 아두리스와 수아레스를 저지하다가 받은 것이었다.
후반 시작 10분 만에, 안드레스 이니에스타를 대신해 차비가 들어가 주장 완장을 받고 766번째 경기이자, 캄 노우에서의 마지막 경기를 시작했다. 얼마 후, 아틀레틱도 빌바오 마지막 경기를 치르는 이라올라를 수사에타와 교체했고, 미켈 발렌시아가는 메시를 견제하다가 경고를 받았다. 74분, 다니 아우베스는 네이마르와 협력해 메시에게 3-0으로 앞서나가는 골을 도왔다. 6분 후, 아틀레틱은 윌리암스의 머리로 만회골을 넣었다. 경기 막판에 네이마르는 상대 선수를 도발하다가 우나이 부스틴사에게 밀려 넘어졌고, 양 선수들은 패싸움을 벌이기 시작했다. 경기가 재개되고 네이마르는 발렌시아가에게 범한 반칙으로 경고를 받았다. 추가 시간에 수사에타는 네이마르에게 반칙을 범했고, 부스케츠가 비신사적 행위로 경고를 받았다. 이 반칙으로 프리킥이 나왔지만 차비가 골대를 강타하는 데에 그쳤다.

### 상세 경기 정보
| 아틀레틱 빌바오 | 1–3    | 바르셀로나                   |
| --------------- | ------ | ---------------------------- |
| 윌리암스 79′    | 리포트 | 메시 20′, 74′ · 네이마르 36′ |

| 아틀레틱 | 바르셀로나 |

| GK                  | 13 | 이아고 에레린          |     |     |
| RB                  | 12 | 우나이 부스틴사        |     |     |
| CB                  | 16 | 샤비에르 에체이타      |     |     |
| CB                  | 4  | 에므리크 라포르트      |     |     |
| LB                  | 24 | 미켈 발렌시아가        | 58′ |     |
| CM                  | 6  | 미켈 산 호세           |     |     |
| CM                  | 7  | 베냐트 에체바리아      |     | 75′ |
| RW                  | 15 | 안도니 이라올라 (주장) | 43′ | 58′ |
| AM                  | 17 | 미켈 리코              |     | 74′ |
| LW                  | 30 | 이냐키 윌리암스        | 67′ |     |
| CF                  | 20 | 아리츠 아두리스        |     |     |
| 교체 선수:          |    |                        |     |     |
| GK                  | 1  | 고르카 이라이소스      |     |     |
| MF                  | 8  | 안데르 이투라스페      | 87′ | 74′ |
| FW                  | 9  | 키케 솔라              |     |     |
| MF                  | 11 | 이바이                 |     | 75′ |
| MF                  | 14 | 마르켈 수사에타        |     | 58′ |
| DF                  | 18 | 카를로스 구르페기      |     |     |
| MF                  | 23 | 아헤르 아케체          |     |     |
| 감독:               |    |                        |     |     |
| 에르네스토 발베르데 |    |                        |     |     |

| GK            | 1  | 마크-안드레 테어 슈테겐    |     |     |
| RB            | 22 | 다니 아우베스              |     |     |
| CB            | 3  | 제라르드 피케              | 42′ |     |
| CB            | 14 | 하비에르 마스체라노        |     |     |
| LB            | 18 | 조르디 알바                |     | 77′ |
| CM            | 4  | 이반 라키티치              |     |     |
| CM            | 5  | 세르지오 부스케츠          | 90′ |     |
| CM            | 8  | 안드레스 이니에스타 (주장) |     | 56′ |
| RW            | 10 | 리오넬 메시                |     |     |
| CF            | 9  | 루이스 수아레스            |     | 78′ |
| LW            | 11 | 네이마르                   | 88′ |     |
| 교체 명단:    |    |                            |     |     |
| GK            | 13 | 클라우디오 브라보          |     |     |
| MF            | 6  | 차비                       |     | 56′ |
| FW            | 7  | 페드로                     |     | 78′ |
| MF            | 12 | 하피냐                     |     |     |
| DF            | 15 | 마르크 바르트라            |     |     |
| DF            | 21 | 아드리아누                 |     |     |
| DF            | 24 | 제레미 마티외              |     | 77′ |
| 감독:         |    |                            |     |     |
| 루이스 엔리케 |    |                            |     |     |

### 경기 후

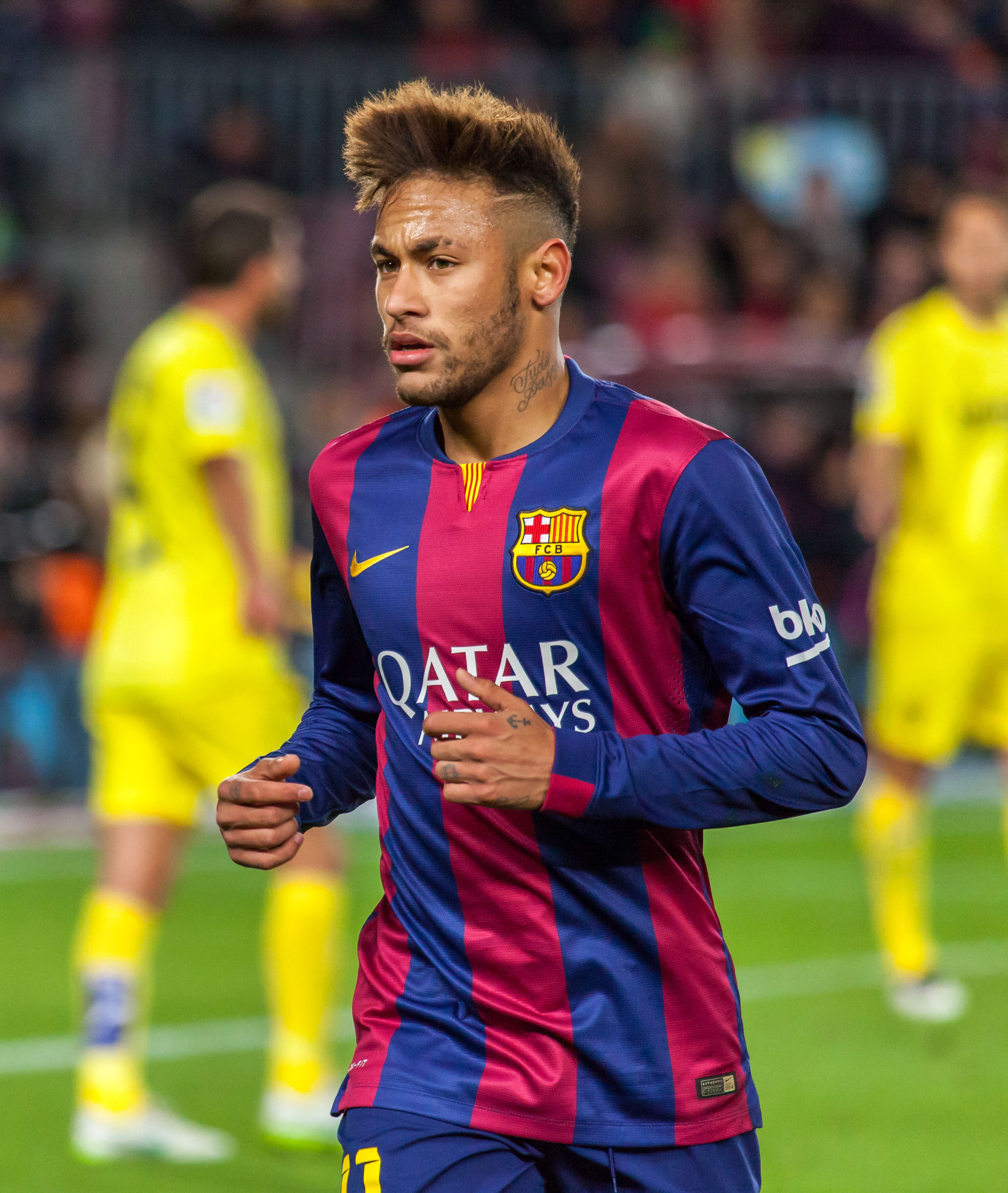
네이마르의 행위는 양 측 모두 결승전 이후의 토론 화두로 떠올랐다

네이마르가 경기 막판 바르셀로나의 승리를 목전에 앞두고 공을 가지고 벌인 묘기는 경기 후 토론의 대상이 되었다. 그를 상대한 이라올라는 네이마르의 행위가 비신사적이었다고 매도했고, 루이스 엔리케 바르셀로나 감독은 네이마르의 행동이 스페인에서는 눈쌀 찌푸릴 일이지만 브라질에서 흔한 행동이었고 바뀔 필요가 있다고 선을 그었다. 그러나, 네이마르 본인은 사과하지 않았고, 이후에도 같은 행동을 반복할 것이라고 밝혔다.
2015년 7월, 스페인 체육회는 양 구단과 스페인 왕립 축구 연맹에 보안 침입 방지책 미흡과 지지자들 중 스페인의 국가와 펠리페 6세에 야유를 하며 바스크 및 카탈루냐 분리주의자의 계획된 시위를 막지 못한 사유로 모두 과태료를 부과했다. 바르셀로나에는 €66,000, 아틀레틱에는 €18,000, 그리고 스페인 왕립 축구 연맹에는 €123,000의 과태료가 부과되었다. 바르셀로나 측은 표현의 자유에 대해 과태료가 부과되었다고 불만을 표했다.
리오넬 메시의 선제골은 2015년 FIFA 발롱도르에서 FIFA 푸슈카시상 후보로 올랐다. 메시의 골은 브라질 3부 리그 고이아네시아의 웬데우 리라에 이어 2위에 올랐다.
바르셀로나는 앞서 라 리가 우승을 거두었고, 이날 거둔 코파 우승과 더불어, 1주 뒤에 베를린에서 열린 유벤투스와의 챔피언스리그 결승전에서도 승리하여 3관왕으로 시즌을 마무리했다. 바르셀로나는 유럽대항전, 전국 리그, 컵대회를 한 시즌에 동시에 두 차례나 석권한 첫 구단으로 역사에 남겼다. 바르셀로나가 국내 두 대회를 모두 석권함에 따라 아틀레틱도 컵대회 자격으로 수페르코파 데 에스파냐 참가 자격을 얻었고, 여기서 바르셀로나를 합계 5-1로 이겨 1983-84 시즌 2관왕을 차지한 이래 처음으로 대회 우승을 거두었다.

## 같이 보기
- 아틀레틱-바르셀로나 경쟁